# Le Seigneur des anneaux : Les Deux Tours
Vous lisez un « bon article » labellisé en 2011.
Pour les articles homonymes, voir Les Deux Tours (homonymie).
Série Le Seigneur des anneaux
Le Seigneur des anneaux : La Communauté de l'anneau
(2001) Le Seigneur des anneaux : Le Retour du roi
(2003)
Pour plus de détails, voir Fiche technique et Distribution.
Le Seigneur des anneaux : Les Deux Tours (The Lord of the Rings: The Two Towers) est un film américano-néo-zélandais réalisé par Peter Jackson, sorti en 2002. Il est adapté du deuxième tome (1954) du roman Le Seigneur des anneaux, de l'écrivain britannique J. R. R. Tolkien. Dans la trilogie cinématographique de Peter Jackson, qui reproduit la trilogie du roman, le film suit La Communauté de l'anneau et précède Le Retour du roi.
Le film débute alors que la communauté de l'Anneau, connait une dissolution avec les décès de Boromir ainsi que de Gandalf et la capture des hobbits Meriadoc Brandebouc et Peregrin Touque, Aragorn, Gimli et Legolas poursuivent les Uruks-hais afin de libérer leurs compagnons. Pendant ce temps, Frodon Sacquet et Sam Gamegie sont partis seuls pour le Mordor afin de détruire l'Anneau unique à la Montagne du Destin tout en étant rejoint par Gollum.
Le scénario du film a été écrit par Peter Jackson, son épouse Fran Walsh et Philippa Boyens, mais a été modifié en cours de tournage sur de nombreux points, avec l'aide et les idées des interprètes, et notamment pour répondre aux critiques formulées par les fans sur les informations qui avaient filtré sur Internet. Le tournage a eu lieu en Nouvelle-Zélande, entre les années 1999 et 2000.
Les Deux Tours est sorti le 18 décembre 2002 et a reçu des critiques relativement positives ; il a été le film le plus rentable de l'année 2002, avec 924,7 millions de dollars de recettes au guichet. Au cours de son seul premier jour de sortie, Les Deux Tours a rapporté 42 millions de dollars (26 millions aux États-Unis et 16 millions dans les autres pays), le double de La Communauté de l'anneau.
Sur les affiches et autres produits dérivés, Jackson a décidé d'utiliser les tours d'Orthanc et Barad-dûr, les deux tours du mal auxquelles Saroumane fait référence à cette alliance au début du film, bien que Tolkien n'ait jamais précisé desquelles il s'agissait. Dans une lettre adressée à Stanley Unwin, alors président de la maison d'édition qui publiait Le Seigneur des anneaux (George Allen & Unwin), Tolkien avait écrit que l'identité des tours restait ambiguë puisque le titre pouvait aussi bien faire référence à Orthanc et Barad-dûr (les deux tours en rapport avec l'ennemi), qu'à Minas Tirith et Barad-dûr (les deux tours les plus puissantes de chaque camp) ou à Orthanc et Cirith Ungol (les tours qui apparaissent dans les derniers passages des livres III et IV).

## Synopsis

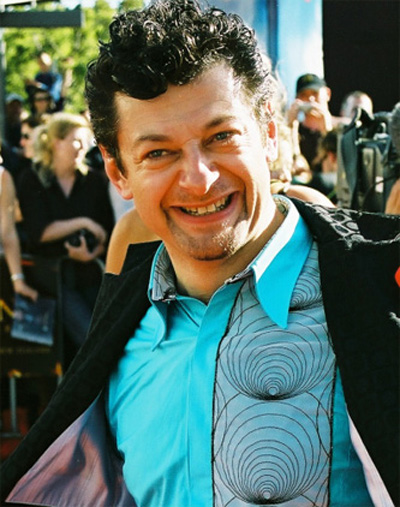
Andy Serkis, interprète de Gollum.

Après être entrés en Emyn Muil, Frodon Sacquet et Sam Gamegie sont perdus, mais sont suivis par la créature Gollum. Ce dernier, qui essaye de leur voler l'Anneau par la force, s'en prend à eux une nuit. Vaincu, il promet aux Hobbits de les guider jusqu'au Mordor. Après avoir traversé l'Emyn Muil et les marais des Morts, ils arrivent à la Morannon, la porte noire du Mordor. Cependant, elle est trop bien protégée pour qu'ils entrent par là et Gollum leur propose de leur montrer le chemin secret de Cirith Ungol. Les Hobbits acceptent de le suivre, celui-ci ayant tenu sa promesse.
Pendant ce temps, alors qu'ils sont poursuivis depuis trois jours par Aragorn, Legolas et Gimli dans le but de secourir les Hobbits Merry et Pippin, sans parvenir à les rattraper, les Uruk-hai traversent les terres du Rohan en direction de l'Isengard, où le magicien Saroumane lance le début de la chute du Rohan et fait brûler la forêt de Fangorn pour avoir plus de combustibles afin de créer une armée. En effet, le royaume se retrouve sans défense devant les attaques des Orques depuis que le roi Théoden est tombé sous le pouvoir maléfique de Saroumane, à cause de son conseiller Gríma, qui travaille secrètement pour le magicien. Sous son influence, Théoden a banni son neveu Éomer, après la mort de son fils Théodred, héritier du trône du Rohan. Une nuit, alors qu'ils font une pause, les Uruk-hai sont cependant attaqués et massacrés par une troupe de Rohirrim, cavaliers du Rohan, menés par Éomer. Les Hobbits parviennent à échapper à la bataille en se réfugiant dans la forêt de Fangorn, où ils sont capturés par l'Ent Sylvebarbe, pour être jugés par le « magicien blanc ».
Le lendemain, Aragorn, Legolas et Gimli qui continuent leur traque, rencontrent les cavaliers menés par Éomer qui partent en direction du nord en raison de leur bannissement, et leur indiquent la bataille qui s'est déroulée durant la nuit. Ainsi, tous les trois découvrent les traces de la bataille et suivent la piste de Merry et Pippin jusqu'à l'intérieur du bois. Ils rencontrent Gandalf, qu'ils croyaient mort après sa chute en combattant le balrog dans les mines de la Moria. Devenu Gandalf le Blanc, il les informe qu'il a laissé les deux Hobbits entre de bonnes mains, et les invite à l'accompagner à Edoras, la capitale du Rohan, pour essayer de sauver le royaume. Ainsi commence une nouvelle étape du voyage pour ces quatre membres de la Communauté de l'Anneau, qui arrivent à Edoras où ils reçoivent un accueil très glacial et sont priés de se désarmer. Cependant, Gandalf réussit à déjouer Gríma, et son nouveau statut de magicien blanc lui permet de réussir à libérer le roi Théoden de l'ensorcellement qui le soumettait à Saroumane.
Revenu à lui, le roi chasse Gríma, mais est confronté à la mort de son fils et à l'état de son royaume. Afin d'éviter un conflit ouvert avec l'Isengard à Edoras, il décide de mettre son peuple à l'abri dans la forteresse de Fort-le-Cor, au gouffre de Helm. Tandis que ses compagnons suivent Théoden, Gandalf, craignant que la forteresse ne puisse résister à une attaque des Uruk-hai de Saroumane, part à la recherche des Rohirrim exilés de Éomer. Tout le Royaume se met en route pour le gouffre. Avant de partir, Aragorn laisse le cheval de feu de Théodred, Harod, en liberté. Au fil du chemin, Éowyn, la nièce du Roi, reconnaît en Aragorn un meneur d'hommes et en apprend plus sur lui.
Pendant ce temps, Gríma rejoint son vrai maître en Isengard où il lui fait son rapport. Comprenant qu'Aragorn est l'héritier du trône du Gondor, Saroumane envoie une escouade d'Uruk-Hai attaquer le convoi en direction du gouffre, mais ils sont mis en déroute. Aragorn tombe du haut d'une falaise dans la rivière pendant l'attaque et est laissé pour mort par ses compagnons qui reprennent la route pour le fort. Au même moment, Saroumane envoie une impressionnante armée de dix mille Uruk-hai qu'il a créée vers le gouffre. Pendant ce temps à Fondcombe, l'elfe Arwen, amoureuse d'Aragorn, qui attend le retour de ce dernier, est pressée par son père Elrond de partir pour les Terres immortelles sous peine de mourir en Terre du Milieu. Elle accepte de prendre la route.
Pendant ce temps, Gollum, Frodon et Sam voient une armée venant du sud rejoindre le Mordor. Mais celle-ci est attaquée par une troupe avancée du Gondor, dirigée par Faramir, fils de l'Intendant Denethor II et frère de Boromir. Il fait prisonniers les deux Hobbits, puis leur apprend la mort de Boromir. Le soir, Faramir montre à Frodon qu'il s'apprête à tuer Gollum en train de chasser le poisson dans un lac interdit. Frodon intervient pour sauver la créature, mais celle-ci est quand-même malmenée par Faramir qui apprend à ce moment-là qu'ils portent l'Anneau unique. Il décide alors de les mener devant son père, mais doit se rendre à la cité détruite d'Osgiliath qui est attaquée par les forces de Sauron menées par des Nazgûl.
Pippin et Merry, restés avec Sylvebarbe sur les conseils de Gandalf le Blanc, se promènent avec lui dans la forêt. Ils assistent à un conseil des Ents pour savoir s'ils vont participer à la guerre. Après de longues délibérations pendant de très nombreuses heures, ils décident de n'en rien faire. Sylvebarbe amène les deux Hobbits loin de la forêt pour qu'ils rentrent chez eux, mais ceux-ci lui demandent de les amener en Isengard à l'opposé, ce que l'Ent accepte.
Aragorn, ayant survécu à sa chute, est retrouvé par le cheval Harod qui le fait monter sur son dos. Bien qu'épuisé, il rallie le gouffre au plus vite après avoir vu l'armée ennemie en approche pour prévenir du danger. Mais peu avant qu'une gigantesque armée d'Uruk-hai envoyée par Saroumane commence à s'en prendre aux fortifications du Gouffre de Helm dans la nuit, l'elfe Haldir, venu de la Lothlórien au secours du Rohan, rejoint Théoden à la forteresse avec une petite armée de Galadhrim. La bataille commence et durera toute la nuit. Dans un premier temps, la défense sur les remparts résiste aux assauts des Uruk-hai, qui appliquent une magie de Saroumane dans le point faible du rempart (un soupirail pour laisser couler la rivière du fort), faisant exploser le mur. Une partie de l'armée des Uruk-hais s'y engouffre et affronte l'armée des elfes et d'Aragorn, tandis qu'une autre partie de l'armée ennemie commence à s'en prendre à la porte principale. L'elfe Haldir meurt au combat et tout le monde va devoir progressivement se replier vers la forteresse, bien qu'Aragorn et Gimli essaient de retarder l'ennemi à la porte.
À Osgiliath, alors que la bataille fait rage, Sam explique à Faramir la vérité sur la mort de son frère. À ce moment-là, Frodon est tenté par l'anneau pour le pousser à le remettre à un des Nazgûls avant d'être sauvé in extremis par Sam. Se rendant compte du pouvoir maléfique de l'Anneau sur Frodon, Faramir se résout à les libérer pour qu'ils accomplissent leur mission. Mais avant de les laisser partir, Faramir les met en garde contre le passage par lequel les envoie Gollum.
À l'aube, alors que tout espoir semble perdu, Aragorn propose à Théoden de chevaucher avec lui vers le champ de bataille. Ainsi, la situation se renverse en faveur des défenseurs avec la dernière sortie du Rohan en dehors du fort et l'arrivée de l'armée de Gandalf et Éomer, amenant la victoire sur les orques. Pendant ce temps, en cours de route vers l'Isengard, Sylvebarbe découvre que Saroumane a détruit la forêt de Fangorn. Son cri de rage convoque les Ents à nouveau, qui marchent jusqu'à l'Isengard, l'attaquent, et le détruisent, sous les yeux d'un Saroumane abasourdi et impuissant. Ainsi, Saroumane est vaincu, mais Gandalf signale que Sauron prépare une nouvelle bataille plus importante qui déterminera le destin de la Terre du Milieu. Pendant ce temps, Frodon et Sam continuent leur route vers Cirith Ungol, tout en ignorant que Gollum les envoie dans un piège maléfique.

## Fiche technique
- Titre : Le Seigneur des anneaux : Les Deux Tours
- Titre original : The Lord of The Rings: The Two Towers
- Réalisation : Peter Jackson
- Scénario : Peter Jackson, Fran Walsh, Philippa Boyens et Stephen Sinclair, d'après le roman éponyme de J. R. R. Tolkien
- Musique : Howard Shore
- Décors : Grant Major
- Directeur artistique : Dan Hennah
- Costumes : Ngila Dickson et Richard Taylor
- Photographie : Andrew Lesnie
- Montage : Michael J. Horton
- Production : Peter Jackson, Barrie M. Osborne et Fran Walsh
- Sociétés de production : New Line Cinema, WingNut Films et The Saul Zaentz Company
- Sociétés de distribution : New Line Cinema (États-Unis), Metropolitan Filmexport (France)
- Pays d'origine : États-Unis et Nouvelle-Zélande
- Langue originale : anglais (quelques dialogues en sindarin)
- Format : couleurs — 2,35:1 — son Dolby Digital EX — 35 mm
- Genre : fantasy et heroic fantasy[7],[8]
- Durée : 179 minutes / 235 minutes pour la version longue
- Budget : 94 000 000 $[9]
- Dates de sortie :
  - Première mondiale à New York : 5 décembre 2002
  -  États-Unis,  France,  Belgique,  Canada,  Suisse romande : 18 décembre 2002
  -  Nouvelle-Zélande : 19 décembre 2002

## Distribution

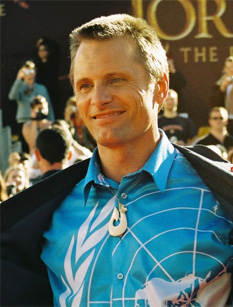
Viggo Mortensen, acteur qui interprète Aragorn, autour duquel tourne la trame des Deux Tours selon le réalisateur Peter Jackson.

- Elijah Wood (VF : Alexandre Gillet) : Frodon Sacquet
- Ian McKellen (VF : Jean Piat) : Gandalf
- Viggo Mortensen (VF : Bernard Gabay) : Aragorn
- Sean Astin (VF : Christophe Lemoine) : Sam Gamegie
- Andy Serkis (VF : Sylvain Caruso) : Gollum/Sméagol
- John Rhys-Davies (VF : Vincent Grass) : Gimli / Sylvebarbe (voix)
- Orlando Bloom (VF : Denis Laustriat) : Legolas
- Billy Boyd (VF : Pierre Tessier) : Pippin
- Dominic Monaghan (VF : Vincent Ropion) : Merry
- Christopher Lee (VF : Michel Le Royer) : Saroumane
- Miranda Otto (VF : Barbara Tissier) : Éowyn
- Karl Urban (VF : Jean-Pierre Michaël) : Éomer
- Bernard Hill (VF : Roger Mollien) : Théoden
- Liv Tyler (VF : Marie-Laure Dougnac) : Arwen
- Brad Dourif (VF : Jean-François Vlérick) : Gríma « Langue de Serpent »
- David Wenham (VF : Jérôme Pauwels) : Faramir
- Hugo Weaving (VF : Féodor Atkine) : Elrond
- Cate Blanchett (VF : Déborah Perret) : Galadriel
- Craig Parker (VF : Boris Rehlinger) : Haldir
- Bruce Hopkins (VF : Pascal Renwick) : Gamelin
- John Leigh (VF : Pascal Casanova) : Háma

Version longue uniquement
- Sean Bean (VF : François-Éric Gendron) : Boromir
- John Noble (VF : Pierre Santini) : Denethor

- Version française
  - Studio de doublage : Dubbing Brothers
  - Direction artistique : Danielle Perret
  - Adaptation : Déborah Perret et Victor Hadida

Sources et légende : Version française (VF) sur Allodoublage et RS doublage
Pendant le tournage, des rumeurs affirmaient que l'acteur néo-zélandais Joel Tobeck avait été choisi pour interpréter Sméagol avant qu'il ne devienne Gollum, ce qu'il avait lui-même annoncé publiquement sur son site. Cependant, cela n'avait jamais été confirmé par la production et il n'a finalement pas obtenu le rôle ; en revanche, il interprète dans Le Retour du roi un lieutenant orque. Au début, Peter Jackson a offert le rôle d'Éowyn à l'actrice Uma Thurman mais celle-ci a refusé car elle était sur le point de devenir mère et que le tournage l'aurait obligée à rester un an loin de chez elle.
L'un des designers de l'entreprise Weta Workshop, Daniel Falconer, fait un caméo en interprétant l'un des elfes archers qui combattent lors de la bataille de Fort-le-Cor, alors que Jackson lui-même apparait comme l'un des Rohirrim qui attaquent les Uruk-hai devant la porte de la citadelle.

## Scénario et variations par rapport au livre
Le scénario du deuxième film de la trilogie, écrit par Phillipa Boyens, Peter Jackson et son épouse Fran Walsh, a été considéré par ses auteurs comme le plus difficile à élaborer. En comparaison avec La Communauté de l'anneau, qui est plus linéaire, Les Deux Tours suit trois lignes différentes, deux d'entre elles entrelacées dans le roman (Livre III du Seigneur des anneaux) et la troisième totalement séparée (Livre IV). Les scénaristes ont cherché à mêler ces trois lignes de récit de façon que l'intrigue ne soit pas noyée dans l'histoire générale. Stephen Sinclair apparait également dans le générique comme scénariste, bien qu'il n'ait pas participé au scénario de New Line, mais uniquement à celui de l'entreprise Miramax, New Line ayant repris le projet abandonné par Miramax. Cependant, certaines de ses phrases ayant été conservées, il a été décidé de l'inclure.
New Line souhaitait un nouveau prologue pour ce film, dans lequel seraient résumés les événements de La Communauté de l'anneau, mais les scénaristes refusèrent pour éviter un excès d'informations. La première scène du film, montrant la lutte entre Gandalf et le balrog, avait déjà été pensée par les premiers scénaristes de Miramax et était censée être plus longue, montrant un balrog fait de boue à cause de sa chute dans les Monts Brumeux. Cependant, à cause du prix supposé des effets spéciaux nécessaires à cette scène (50 000 dollars selon Jackson), elle a été éliminée.

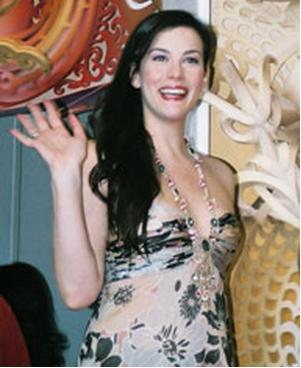
L'apparition du personnage de Liv Tyler, Arwen, au gouffre de Helm a été supprimée du scénario devant les critiques négatives des fans.

Les scènes d'Arachne, présentes dans le deuxième tome du roman où elles coïncident avec le siège de Minas Tirith, ont été supprimées des Deux Tours et insérées dans le Retour du roi. Ce déplacement, souhaité depuis le début par Jackson, permettait d'éviter que l'ambiance de la bataille de Fort-le-Cor en soit brisée, mais affaiblissait l'histoire de Frodon, Sam et Gollum. C'est l'une des raisons pour lesquelles les scénaristes modifièrent le personnage de Faramir par rapport au roman, ainsi que la trame de l'histoire. Ainsi, dans le roman, Faramir n'essaie pas d'amener les hobbits à son père, mais les laisse aller après les avoir aidés, ces derniers n'assistant donc pas à l'attaque d'Osgiliath, l'ancienne capitale du Gondor. Le Faramir du film, par comparaison, sert à illustrer le caractère maléfique de l'Anneau et la corruption qu'il peut exercer, puisqu'il est tenté par l'anneau, et permet d'étoffer l'histoire de Frodon et Sam, puisqu'il devient une menace possible pour leur mission.

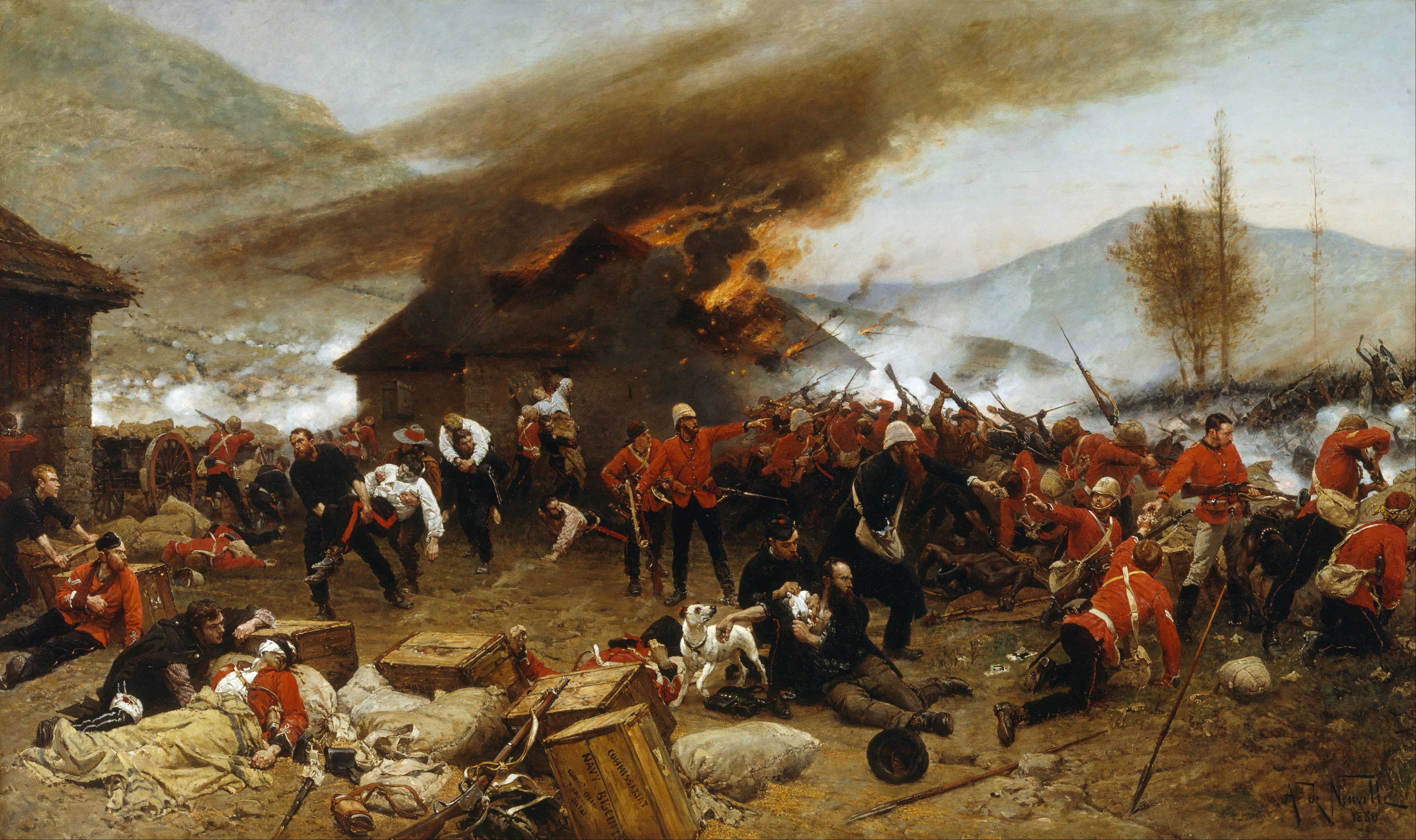
Représentation de la bataille de Rorke's Drift, qui a inspiré Peter Jackson pour recréer la bataille de Fort-le-Cor.

Les critiques liées à la suppression du personnage de Tom Bombadil dans La Communauté de l'anneau ont amené les scénaristes à lui rendre un hommage qui n’apparaît clairement que dans la version longue du DVD des Deux Tours : le Vieil Homme-Saule, déplacé dans la forêt de Fangorn, y attaque Pippin et Merry, et Sylvebarbe les sauve en prononçant les paroles attribuées à Bombadil dans le roman.
Jackson a décidé que la bataille de Fort-le-Cor suivrait le modèle du film Zoulou (1964), inspiré de la bataille de Rorke's Drift, au cours de laquelle 140 soldats britanniques affrontèrent 4 000 guerriers zoulous. Pour maintenir le lien amoureux entre Aragorn et Arwen, dans les premiers scénarios de Miramax, les scénaristes avaient inclus Arwen dans l'armée elfique qui rejoint le gouffre de Helm. Cette idée avait perduré dans les scénarios définitifs de New Line mais, au moment du tournage, la rumeur de ce changement dans l'histoire s'était répandue sur Internet, et les fans s'y étaient violemment opposés. Pour trouver une solution, les scénaristes se sont servis du « Conte d'Aragorn et Arwen » relaté dans les appendices du Seigneur des anneaux, qui raconte leur histoire d'amour, et l'ont inclus sous forme de flashbacks pour que le personnage d'Arwen apparaisse néanmoins.

## Production

### Tournage
Les films qui composent la trilogie du Seigneur des anneaux ont été tournés exclusivement en Nouvelle-Zélande pour ce qui concerne les scènes d'extérieur. Le tournage des trois films a eu lieu en une fois et a duré un total de quatorze mois, entre octobre 1999 et décembre 2000. Les acteurs travaillaient six jours par semaine, une journée durant entre douze et quatorze heures. Pour Les Deux Tours, trois équipes de tournage ont été organisées, puisque le film se divise en trois trames. Comme il n'y avait qu'un seul réalisateur, chaque équipe disposait d'un système par satellite par lequel Jackson pouvait superviser tout le travail en même temps.
Les scènes qui recréent les événements en Emyn Muil avec Frodon, Sam et Gollum, ont été tournées dans le parc national de Tongariro, et plus précisément au volcan Ruapehu, sur une piste de ski appelée Whakapapa. Cependant, certains plans nécessaires au film ne pouvaient être tournés sur place, et ont dû faire l'objet d'une reconstitution en studio.

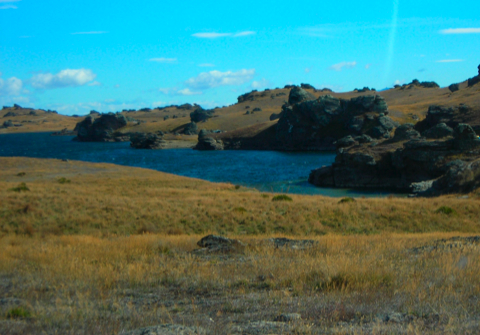
Vue du réservoir de Poolburn, à Otago (Nouvelle-Zélande), où ont été tournées certaines scènes du film.

Pour les scènes censées se dérouler dans les plaines du royaume de Rohan, l'équipe a utilisé comme lieu de tournage les alentours du réservoir de Poolburn, en Otago.
Pendant le tournage, divers interprètes se sont blessés, notamment pendant le tournage de la bataille du Gouffre de Helm, qui a duré quatre mois, dont trois ont été consacrés aux scènes de nuit. Les acteurs et nombreux figurants y ont souffert de multiples blessures et ont affirmé que le tournage avait été très dur à cause du faible nombre d'heures de sommeil, du poids des armures et de la pluie artificielle. Parmi les blessures, on peut relever Viggo Mortensen qui s'est cassé les orteils en cognant un casque d'Uruk (le hurlement qu'il pousse à ce moment, dû à la douleur et non au scénario, a été conservé au montage final), s'est blessé les jointures des doigts et s'est cassé une dent, Orlando Bloom qui s'est fracturé une côte en tombant de cheval, Bernard Hill qui a été blessé par un autre acteur avec une épée, et a dû recevoir trois points de suture sur l'oreille et Brett Beattie, doublure pour le rôle de Gimli, qui s'est disloqué le genou.
Une ravine de même aspect que le paysage de Poolburn a été reconstituée dans les studios Stone Street de Wellington pour tourner quelques scènes supplémentaires montrant les Uruks, bien que finalement toutes les scènes en premier plan y soient tournées. Le village de Ouestfolde qui est attaqué et détruit par les Uruks a été construit près du réservoir de Poolburn. La marche des habitants d'Edoras vers le gouffre de Helm a été filmée sur la colline de Deer Park Heights aux abords de Queenstown, entre octobre et novembre 2000, avec 200 figurants.
La lisière de Fangorn, où les Rohirrim attaquent les Uruks, a été tournée aux lacs Mavora, alors que les scènes à l'intérieur de la forêt ont été tournées sur un plateau avec des arbres fabriqués par Weta Workshop, réalisés avec seulement 400 sacs de feuilles, parce qu'aucun lieu approprié n'avait été trouvé.
Pour les Marais des Morts, l'équipe pensait utiliser les grands marécages situés près de Te Anau, à Kepler Mire, recouverts de mousse, formant sur l'eau des espaces qui ressemblent à la terre ferme. Cependant, à cause de l'instabilité du sol, l'idée de tourner sur place a été abandonnée, et le marais reconstitué sur trois plateaux, l'un intérieur et les deux autres extérieurs. Le plateau intérieur a servi pour enregistrer les scènes nocturnes, le plus petit des extérieurs pour celles où l'on voit des cadavres dans l'eau, et le dernier pour toutes les autres scènes. Par ailleurs, l'équipe a enregistré quelques vues aériennes du lac Tawharekiri, depuis un hélicoptère, pour les utiliser comme vues larges dans le film.

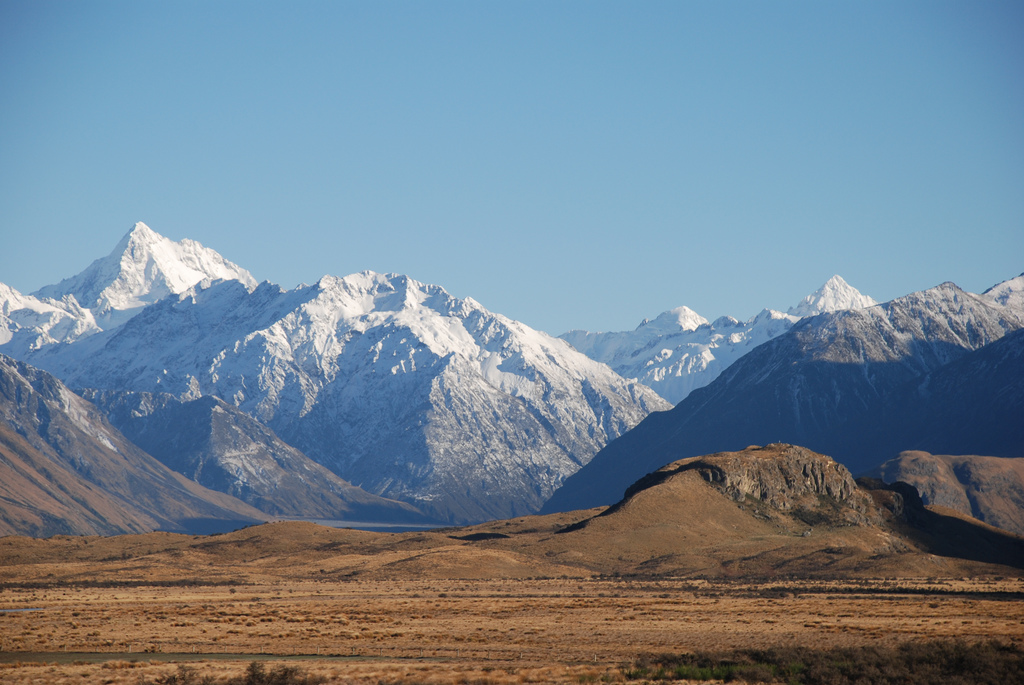
Vue du mont Sunday, à Canterbury (Nouvelle-Zélande), où furent construits les décors de la capitale du royaume de Rohan, Edoras.

Les scènes d'Ithilien, avec l'attaque des montagnards et des Haradrim et la capture de Frodon et Sam, ont été filmées à Twelve Mile Delta, aux abords de la ville de Queenstown. Parmi les scènes tournées en plateau, on peut citer celles de la Porte Noire et celles d'Henneth Annûn. Le tournage d'Osgiliath a été réalisé sur une scène construite en partie, avec un fond permettant l'incrustation par ordinateur.
Edoras a été tournée au mont Sunday dans la région de Canterbury, sur une grande scène, construite en huit mois, et pour laquelle ont été employés 200 figurants et une centaine de chevaux. L'intérieur du château de Meduseld, qui mêle les styles viking et thaïlandais, a été construit sur un plateau de Wellington, même si l'extérieur se trouve également dans les décors du mont Sunday.
Le Gouffre de Helm a été tourné dans la carrière Dry Creek Quarry, à Lower Hutt. Les propriétaires de celle-ci l'ont cédée à l'équipe du film pour un an afin qu'ils construisent les décors et tournent les scènes.

### Design et costumes
Quand l'équipe de designers de Weta Workshop a commencé à ébaucher les premières armures pour les films, ils avaient peu de connaissances dans le domaine et manquaient d'experts pouvant les orienter ; par conséquent, les premiers dessins étaient peu réalistes. Avec l'arrivée dans l'équipe d'Alan Lee et John Howe, expert en armures, les dessins ont commencé à prendre forme, mais certains aspects des premiers croquis ont été maintenus.
De nouvelles races et de nombreux peuples sont introduits dans Les Deux Tours. Peter Jackson et Richard Taylor ont établi que l'armée des Uruk-hai sera conçue la première. Les ébauches initiales comprenaient des boucliers de bois et des armures éraflées, ce qui a été écarté après l'arrivée d'Alan Lee et John Howe. Pour faciliter le mouvement, la conception finale offre une meilleure protection du haut du corps que des jambes. Un casque a été ajouté, couvrant presque entièrement les yeux à l'exception d'une rainure, pour que les Uruks paraissent plus terrifiants ; de plus, pour que l'armée soit mieux organisée que celle des Orques et pour que tous les Uruks ne soient pas égaux, les designers ont créé plusieurs spécialités, différenciées essentiellement par le casque : le groupe des fanatiques, ou berserkers, porte une crête de capitaine sur la partie supérieure, celui des spadassins a des pointes sur le devant pour attaquer leurs adversaires, la rainure des lanciers les oblige à regarder vers le haut et à se baisser pour attaquer, et celui des sapeurs comprend une protection pour la nuque afin de les protéger des pierres qui tombent après l'explosion de l'enceinte de Fort-le-Cor.

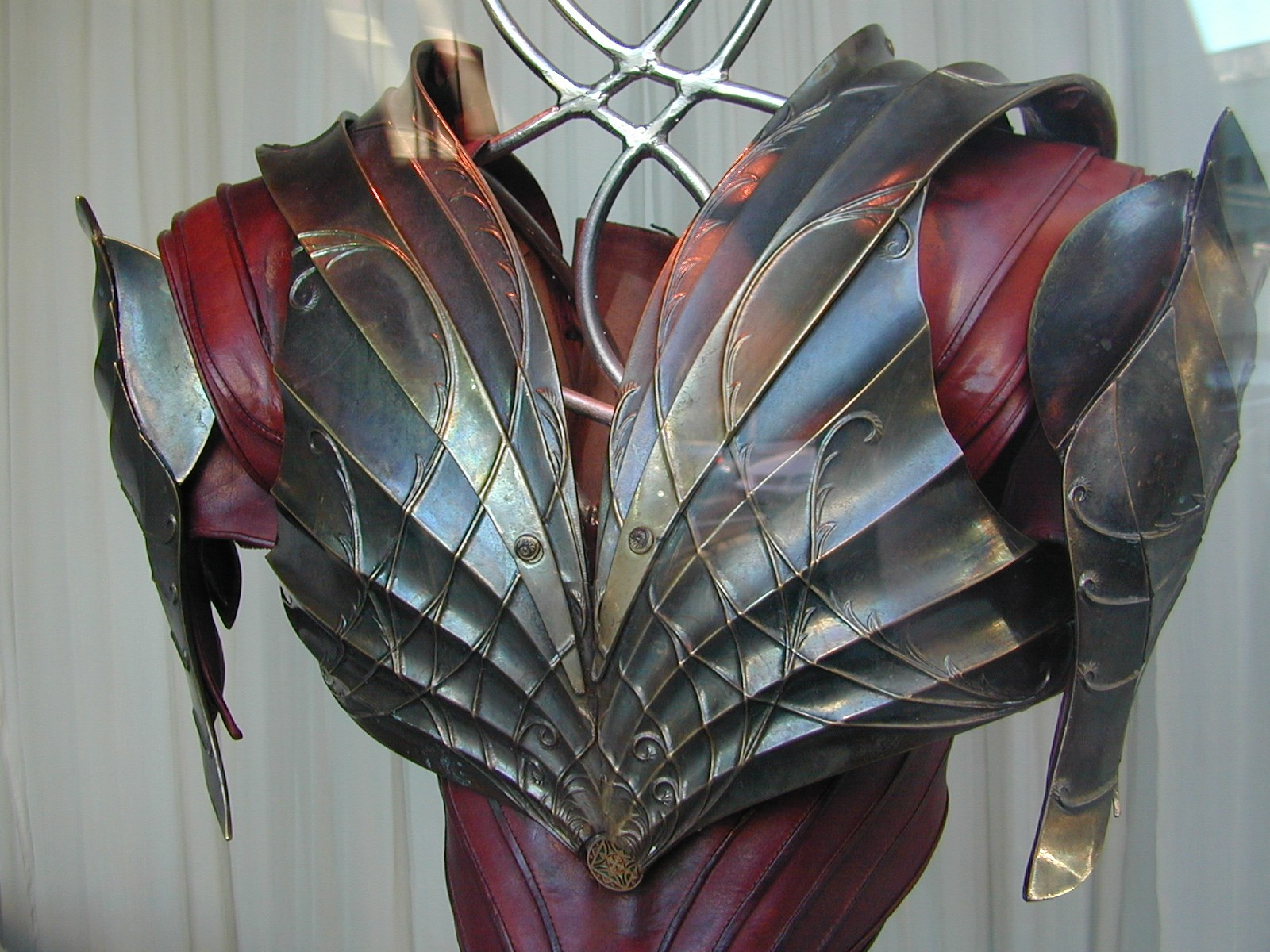
Armure des galadhrim.

L'armure de l'armée elfique qui arrive au Gouffre de Helm avait été conçue pour les Elfes de la Dernière Alliance qui apparaissaient dans le prologue de La Communauté de l'anneau. Bien que les vêtements elfiques aient été conçus comme très libres, les armures étaient très ajustées pour faciliter le combat. Les formes finales de l'armure s'inspiraient de l'Art nouveau, sans ligne droite et avec des motifs végétaux. Les Elfes portaient six à sept épaisseurs de vêtements, entre l'armure et les robes, ce qui obligeait les acteurs à maintenir une position raide. Daniel Falconer s'est chargé de donner de la couleur à ces vêtements, utilisant des teintes automnales comme le bronze, le rouge ou le marron, par contraste avec les couleurs plus printanières du prologue, afin de refléter la décadence des Elfes en Terre du Milieu.

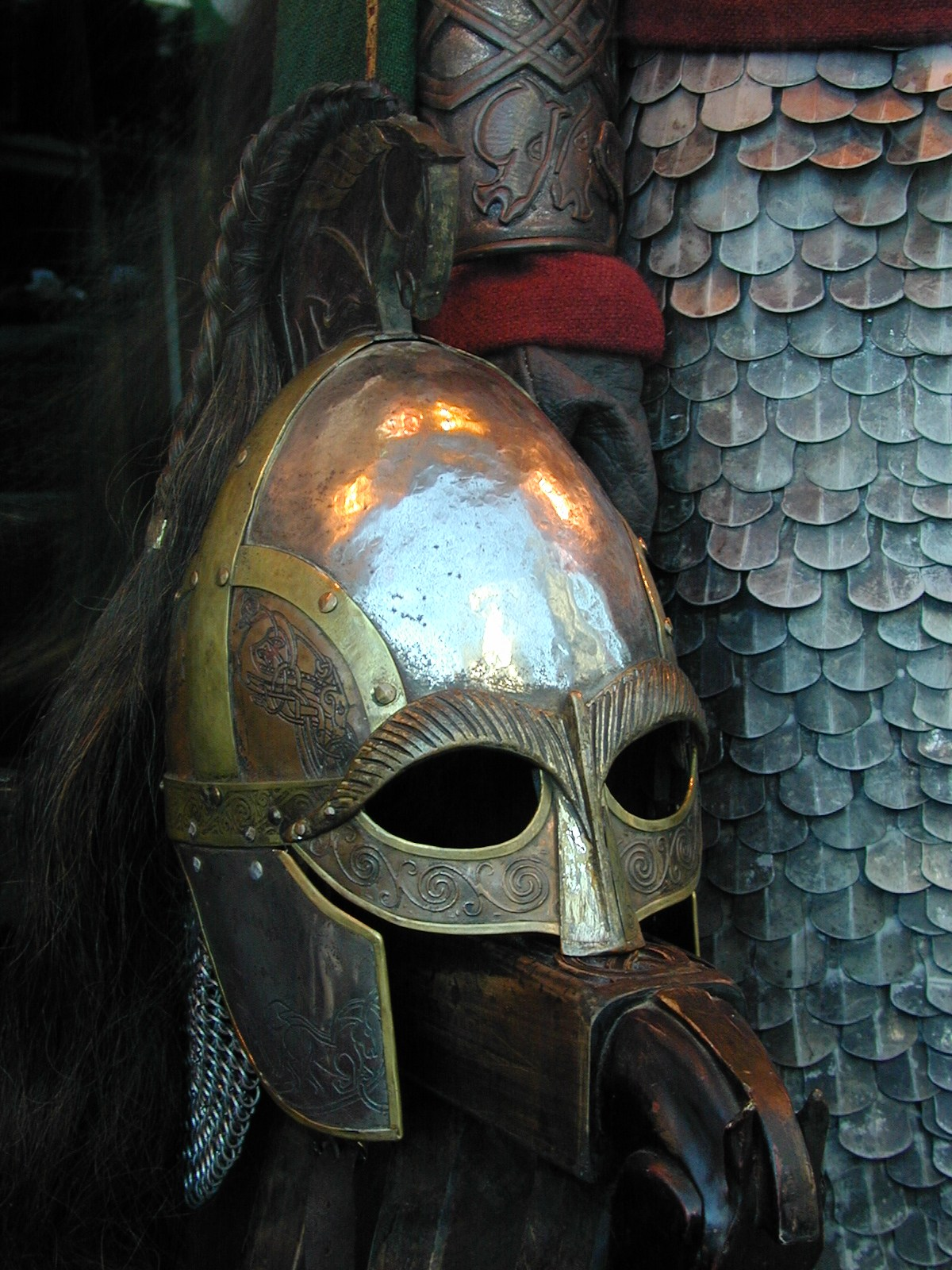
Casque de la Garde Royale du royaume de Rohan, avec une queue de cheval sur le dessus.

Le design des Rohirrim est inspiré en majorité de celui des peuples nordiques, et plus particulièrement des Vikings. Pour leur conception, les membres de Weta ont surtout utilisé le cuir et la toile, ajoutant de nombreux motifs équestres, aussi bien sur les vêtements que sur les armes. Ils ont réalisé 250 vêtements pour les Rohirrim, dans le même style mais avec quelques différences car le peuple de la Marche est dispersé, composé de fermiers et de pasteurs convoqués pour le combat, et ne formant pas une armée unifiée comme en Gondor. Cependant, les vêtements de la Garde Royale d'Edoras, bien que similaires à ceux des autres Rohirrim, sont un peu plus élaborés et ont des éléments supplémentaires, comme la queue de cheval sur le sommet du casque,.
Les premières esquisses pour les Haradrim s'appuyaient sur la culture de la Papouasie-Nouvelle-Guinée, mêlée d'éléments africains, mais les designers, souhaitant que ces vêtements ne semblent appartenir à aucune culture précise, y ont ajouté des détails supplémentaires.

### Postproduction

#### Effets visuels
L'entreprise Weta Digital a été chargée d'ajouter les effets visuels aux trois films. Tout comme pour le scénario, l'équipe de Weta a estimé que la réalisation des effets spéciaux des Deux Tours avait été plus difficile que pour La Communauté de l'anneau à cause du plus grand nombre de prises et de l'apparition de nouveaux personnages travaillés par ordinateur, comme Sylvebarbe et Gollum.
Pour faciliter la matérialisation à l'écran des grandes forces armées qui apparaissent dans le film, Steven Regelous, membre de Weta, a conçu le logiciel Massive. Ce programme est capable de créer des milliers de créatures par ordinateur auxquelles il octroie une intelligence artificielle pour ajouter des conduites individuelles et que les individus soient dotés de mouvement. De plus, John Allitt a développé un logiciel connu comme Créateur d'Orques, qui est capable de créer des Uruk-hai avec des caractéristiques physiques diverses, générés pour Massive, de façon que ce dernier établisse des paramètres aléatoires afin qu'aucun Uruk ne soit semblable aux autres.
Au début, l'équipe d'animation pensait utiliser deux techniques pour élaborer le personnage de Gollum : la capture de mouvement et la manipulation de marionnettes (keyframe). L'équipe de tournage avait enregistré deux prises de chaque scène dans lesquelles Gollum apparaissait, une avec l'acteur Andy Serkis comme référence pour le reste des acteurs, et l'autre sans lui pour que les animateurs puissent ensuite introduire le Gollum numérique. Cependant, quand l'équipe de Weta a vu les prises, ils ont observé que les acteurs jouaient mieux dans celles où Serkis apparaissait, et ont alors décidé d'utiliser la rotoscopie pour Gollum, ce qui permettait de créer un personnage numérique en suivant une référence filmée en réel.
Articuler le visage de la marionnette de Sylvebarbe a posé de grandes difficultés, ce qui a poussé l'équipe de Weta à utiliser des fonds verts pour remplacer le visage par un autre numérique. Pour ce faire, ils ont scanné la tête de la marionnette et ont créé un mécanisme d'animation faciale similaire à celui utilisé pour Gollum. Les autres Ents ont été créés à partir de neuf dessins d'Alan Lee, que Weta a modifié légèrement pour former de nombreux Ents différents.

#### Son
L'équipe du son était composée de David Farmer, sous la supervision d'Ethan Van der Ryn et Mike Hopkins, et des ingénieurs du son Christopher Boyes, Michael Semanick, et Michael Hedges entre autres. Le mixage de son n'a été achevé que le 27 octobre 2002, deux mois avant la sortie du film. Bien que leur base de travail soit située à Wellington, l'équipe a dû chercher un lieu plus éloigné de la ville, trop bruyante. Ils ont trouvé un cimetière à proximité et y ont enregistré différents sons, comme le vol et l'impact des flèches, toujours de nuit pour éviter le plus possible les bruits parasites.

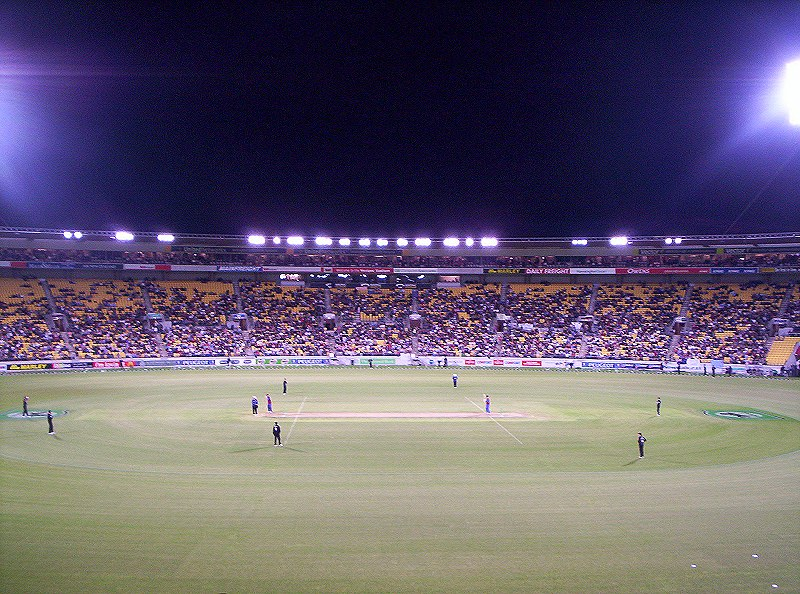
Vue du Westpac Stadium, à Wellington (Nouvelle-Zélande), où l'équipe du son a enregistré les bruits du public simulant l'armée des Uruk-hai.

Comme ils disposaient des sons enregistrés pour La Communauté de l'anneau, ils ont pu se concentrer sur les nouveaux sons que requérait le deuxième film et améliorer ceux de la première partie.
Pour enregistrer un son qui imiterait une multitude formée de 10 000 Uruk-hai, l'équipe est allée au Westpac Stadium de Wellington, où se disputait un match de cricket, et Peter Jackson a demandé au public de trépigner et de crier quelques phrases en noir parler, projetées sur des écrans géants afin d'être lisibles. Pour recréer le son émis par les créatures ailées des Nazgûl, ils ont utilisé un grognement d'âne, et pour les wargs ils ont imité les aboiements d'un chien. La voix de l'Anneau a été composée par Janet Roddick, experte en ambient, prenant divers aspects selon le personnage vers lequel il se dirige.
Souhaitant que le public qui n'avait pas lu le roman puisse douter de l'identité du magicien qui apparaît devant Aragorn, Legolas et Gimli à Fangorn, l'équipe du son a mélangé les voix de Ian McKellen (Gandalf) et de Christopher Lee (Saroumane). Pour la voix de l'Ent Sylvebarbe, doublée par John Rhys-Davies, l'acteur qui interprétait également Gimli, ils ont construit une cage de bois de deux mètres de haut, avec des baffles à l'intérieur. Dans un premier temps, ils ont enregistré la voix de l'acteur et l'ont diffusée sur un des côtés de la cage, pour l'enregistrer à nouveau de l'autre ; de sorte que la voix obtenue avait une résonance boisée.

### Musique et bande originale

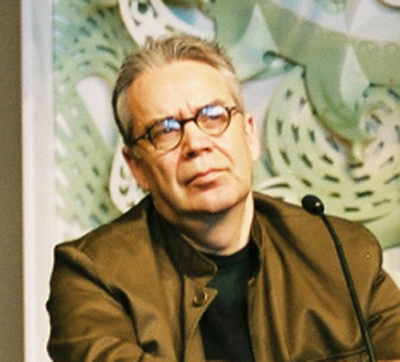
Howard Shore, compositeur de la bande son de la trilogie cinématographique du Seigneur des anneaux.

Le musicien Howard Shore a été chargé de composer, diriger et orchestrer la bande son des trois films du Seigneur des anneaux. Les partitions ont été interprétées par l'Orchestre philharmonique de Londres dans la mairie de Watford (Hertfordshire, Royaume-Uni), et le mixage a été fait dans les studios Abbey Road de Londres. De plus, Peter Jackson souhaitait participer à la bande son, aussi Shore l'a laissé jouer du gong.
Seule une dizaine de minutes de la musique de La Communauté de l'anneau a été réutilisée dans Les Deux Tours. Par exemple, Shore a inclus dans le thème de Gollum des fragments utilisés dans le prologue de La Communauté de l'anneau, puisque les deux ont un lien avec l'histoire de l'Anneau. Ce thème avait une partie plus mélancolique, reflétant la personnalité bonne de Gollum, alors que la partie reflétant la mauvaise personnalité est plus schizophrène, selon le compositeur. Pour le thème du Gouffre de Helm, Shore a mélangé plusieurs thèmes en fonction de l'armée qui apparaissait, et, pour les Elfes, il a réutilisé le thème de la Lothlórien, venu du premier film, mais de façon plus rythmée.
Les scénaristes Fran Walsh et Philippa Boyens ont aussi écrit les paroles de quelques chansons à partir des scènes. Elles ont été traduites en vieil anglais et en sindarin par David Solo, expert dans les langues de J. R. R. Tolkien. Les sopranos Isabel Bayrakdarian, Sheila Chandra et Elizabeth Fraser ont interprété quelques-unes de ces chansons. Près de soixante autres morceaux ont été interprétés par un chœur féminin de Londres, dirigé par Terry Edwards. Le Brompton Oratory Choir, qui avait participé à de nombreux films, comme la saga Harry Potter, fut chargé de La Marche des Ents. La chanson de Gollum, composée seulement par Fran Walsh, a été interprétée par l'Italo-Islandaise Emilíana Torrini. De plus, Shore a composé une nouvelle musique pour la version longue du film, comme le thème du Gondor, qui a servi plus tard pour Le Retour du roi.
Albums de Howard Shore
The Fellowship of the Ring The Return of the King
La bande originale des Deux Tours est sortie le 2 décembre 2002. D'une durée de 73 minutes, elle est distribuée par Reprise Records. En plus de l'édition normale et de l'édition spéciale, une version limitée a été mise en vente sur Internet, avec une pochette en imitation cuir marron, et avec des bonus comme des cartes de la Terre du Milieu et une bande-annonce exclusive du troisième film de la trilogie, Le Retour du roi.
La liste des pistes du CD est la suivante :
| 1.  | Foundations of Stone                     |                                   | 3:51 |
| 2.  | The Taming of Smeagol                    |                                   | 2:48 |
| 3.  | The Riders of Rohan                      |                                   | 4:05 |
| 4.  | The Passage of the Marshes               |                                   | 2:46 |
| 5.  | The Uruk-hai                             |                                   | 2:58 |
| 6.  | The King of the Golden Hall              |                                   | 3:49 |
| 7.  | The Black Gate Is Closed                 |                                   | 3:17 |
| 8.  | Evenstar                                 | Isabel Bayrakdarian               | 3:15 |
| 9.  | The White Rider                          |                                   | 2:28 |
| 10. | Treebeard                                |                                   | 2:43 |
| 11. | The Leave Taking                         |                                   | 3:41 |
| 12. | Helm's Deep                              |                                   | 3:53 |
| 13. | The Forbidden Pool                       |                                   | 5:27 |
| 14. | Breath of Life                           | Sheila Chandra                    | 5:07 |
| 15. | The Hornburg                             |                                   | 4:36 |
| 16. | Forth Eorlingas                          | Ben Del Maestro                   | 3:15 |
| 17. | Isengard Unleashed                       | Elizabeth Fraser, Ben Del Maestro | 5:01 |
| 18. | Samwise the Brave                        |                                   | 3:46 |
| 19. | Gollum's Song                            | Emilíana Torrini                  | 5:51 |
| 20. | Farewell to Lórien (édition limitée)     | Hilary Summers                    | 4:37 |
| 21. | Théoden King / "The Funeral of Théodred" | Miranda Otto                      | 6:12 |

## Accueil

### Sortie et box-office
La première bande-annonce des Deux Tours, d'une durée de plus de trois minutes, a été diffusée à partir du 29 mars 2002 dans les salles de cinéma où avait déjà été projetée La Communauté de l'anneau et le 26 juillet dans tous les cinémas. Le 30 septembre une nouvelle bande-annonce est lancée sur le réseau America Online (AOL), fournisseur d'accès internet américain, et est disponible quelques heures plus tard sur le site officiel du film. Cette bande-annonce sort dans les cinémas américains le 4 octobre, et dans le reste du monde au cours de ce même mois.
Deux semaines avant la sortie du film, la revue Variety annonce que des touristes américains qui visitaient Bangkok, en Thaïlande, ont acheté sur les marchés de la ville une copie pirate du film, pour seulement un euro, et qu'à Shanghai, existaient déjà plus de quarante points de vente de la version piratée.
La sortie mondiale du film en salles a lieu le 18 décembre 2002. Le film reçoit la qualification PG-13 (contenu non approprié pour les enfants de moins de 13 ans) par la Motion Picture Association of America, l'association américaine chargée de la classification par âge des films. Les acteurs, l'équipe de réalisation et une partie des producteurs ont assisté à la première à Wellington, pour laquelle Weta Workshop avait fabriqué une figure géante de Gollum essayant de s'emparer de l'Anneau et l'avait placée sur l'Embassy Theatre, lieu où était diffusé Les Deux Tours. Quelques jours plus tôt, le 5 décembre, l'équipe du film avait aussi assisté à la première mondiale, à New York aux États-Unis. Le film est désormais disponible sur Netflix dans certains pays, dont la Suisse, le Japon et la Corée du Sud.
Le film a connu un très important succès commercial, rapportant 926 047 111 $ au box-office mondial, dont 342 551 365 $ aux États-Unis et au Canada. Cela le place au premier rang des films sortis en 2002 ayant réalisé le plus de recettes. Il a réalisé 7 070 194 entrées en France, 1 355 269 au Québec, 901 053 en Suisse, et 664 070 en Belgique.
| Pays         | Box-office    | Pays     | Box-office   | Pays             | Box-office  |
| ------------ | ------------- | -------- | ------------ | ---------------- | ----------- |
| États-Unis   | 342 551 365 $ | Mexique  | 15 998 901 $ | Pologne          | 6 543 498 $ |
| Royaume-Uni  | 91 914 687 $  | Pays-Bas | 14 115 677 $ | Nouvelle-Zélande | 6 371 572 $ |
| Allemagne    | 78 664 632 $  | Danemark | 11 994 511 $ | Grèce            | 6 059 436 $ |
| Japon        | 65 021 313 $  | Norvège  | 10 171 089 $ | Finlande         | 5 218 677 $ |
| France       | 37 527 818 $  | Taïwan   | 9 471 700 $  | Turquie          | 3 638 947 $ |
| Espagne      | 31 939 619 $  | Suisse   | 9 199 955 $  | Hong Kong        | 3 444 259 $ |
| Italie       | 26 997 516 $  | Russie   | 8 868 871 $  | Portugal         | 3 202 512 $ |
| Australie    | 26 850 032 $  | Autriche | 7 951 763 $  | Thaïlande        | 3 034 959 $ |
| Corée du Sud | 26 266 994 $  | Brésil   | 7 411 781 $  | Chine            | 2 989 677 $ |
| Suède        | 18 182 244 $  | Belgique | 7 301 216 $  | Argentine        | 2 757 326 $ |

### Accueil critique
D'une manière générale, le film a reçu des commentaires positifs de la part des critiques, qui l'ont trouvé meilleur que le premier film. Cependant, il a également reçu quelques critiques négatives. Il a recueilli 96 % de critiques favorables, avec un score moyen de 8,5⁄10 et sur la base de 247 critiques collectées, sur le site Rotten Tomatoes. Sur le site Metacritic, il obtient un score de 88⁄100, sur la base de 38 critiques collectées. En 2008, le magazine Empire le classe à la 54e place dans sa liste des 500 meilleurs films de tous les temps.
Paul Clinton, de la chaîne de télévision CNN déclare que « ce film est un succès surprenant, qui met à profit la première partie avec une puissance immense et un sens du propos », qualifiant l'histoire de Merry et Pippin de la plus faible des trois et complimentant le rôle de Gollum, avant de conclure que la trilogie « passerait dans l'histoire cinématographique comme un véritable chef-d'œuvre ». De plus, la chaine a nommé la bataille du Gouffre de Helm comme la troisième meilleure bataille de l'histoire du cinéma, ex æquo avec la bataille des Champs du Pelennor qui apparait dans Le Retour du roi.
Nev Pierce, de la BBC, complimente le rôle de Viggo Mortensen, celui de Gollum, le scénario, les effets spéciaux et la spectaculaire bataille du Gouffre de Helm. D'un autre côté, il critique le jeu d'Elijah Wood en Frodon, surpassé par Sean Astin en Sam Gamegie.
Le site web d'informations et critiques IGN attribue au film une note de 9 sur 10 et le décrit comme une réussite comparable à celle de La Communauté de l'anneau, mais dans des domaines différents. Glen Oliver considère dans sa critique que le bon angle de vue du premier film sur le développement dramatique des personnages est laissé de côté dans celui-ci, mais que ce manque est compensé par le grand spectacle qu'il offre. De plus, il affirme que les effets visuels sont de première catégorie, bien qu'avec quelques erreurs.
Le critique Owen Gleiberman, de la revue Entertainment Weekly, décrit la bataille du Gouffre de Helm comme biblique et complimente le rôle de Gollum. En 2007, la revue choisit Gollum comme troisième personnage le plus convaincant généré par ordinateur, derrière le pirate Davy Jones du film Pirates des Caraïbes : Le Secret du coffre maudit sorti en 2006, et le gorille King Kong du film de Peter Jackson de 2005.
Peter Bradshaw, du journal The Guardian, qui n'avait pas accordé de critique favorable à La Communauté de l'anneau, complimente le souci du détail des scènes du film, mais le juge ennuyeux et l'interprétation des acteurs mauvaise. Philip French, du journal The Observer, compare le film avec celui de Harry Potter et la Chambre des secrets (également une adaptation d'un livre éponyme, sortie en 2002) disant que l'œuvre de Tolkien éclipse le sorcier, bien qu'il critique aussi quelques aspects, comme le manque d'action de la part des rares femmes qui apparaissent, comme Arwen et Éowyn, et l'abus de plans larges.
En France, le film a également obtenu des critiques favorables, obtenant une moyenne de 4 étoiles sur 5 pour les critiques de la presse sur le site Allociné.
Parmi les critiques favorables, majoritaires, Rafik Djoumi, de Mad Movies, estime que Peter Jackson « fait renaitre une pureté de l'instant cinématographique qu'on croyait disparue depuis les sacrements du muet » ; pour Michaël Melinard, de L'Humanité, « cette œuvre s'inscrit dans la plus pure tradition des grands films d'aventures hollywoodiens » ; Christian Jauberty, de Première, retient avant tout la bataille du gouffre de Helm « qui mérite, par son ampleur et sa clarté, de figurer parmi les scènes de bataille les plus impressionnantes de l'histoire du cinéma » ; pour Pierre Vavasseur, du Parisien, le film « commence dans l'action » et « tient ce rythme jusqu'au bout » ; et Cécile Mury, de Télérama, estime que le film « agit sur nous comme l'anneau sur ses "victimes" : son ensorcelant pouvoir ne cesse de grandir ».
Thomas Sotinel, du Monde, est plus contrasté, pensant que « la nécessité de se tenir au plus près de la lettre du roman est trop pesante pour permettre au cinéma de se déployer dans toute sa puissance » mais que « les aspirations de Peter Jackson le portent en cette direction » ; et les rares critiques négatives viennent de Erwan Higuinen, des Cahiers du cinéma, pour qui « l'ennui s'ajoute [à] un plaisir tranquille de l'exploration assistée », et de Olivier Père, des Inrockuptibles, qui juge le film comme « un livre d'images numériques toc dépourvu de réels enjeux dramatiques ».

## Distinctions
Le film reçoit un total de 65 prix et de 75 nominations à divers prix, parmi lesquels six nominations aux Oscars du cinéma pour finalement deux statuettes.

### Oscars
| Catégorie                | Sélectionné(e)(s)                                              | Résultat    |
| ------------------------ | -------------------------------------------------------------- | ----------- |
| Meilleur film            | Barrie M. Osborne Fran Walsh Peter Jackson                     | Sélectionné |
| Meilleur montage         | Michael J. Horton                                              | Sélectionné |
| Meilleurs décors         | Grant Major Dan Hennah Alan Lee                                | Sélectionné |
| Meilleurs effets visuels | Jim Rygiel Joe Letteri Randall William Cook Alex Funke         | Gagnant     |
| Meilleur mixage de son   | Christopher Boyes Michael Semanick Michael Hedges Hammond Peek | Sélectionné |
| Meilleur montage de son  | Ethan Van der Ryn Mike Hopkins                                 | Gagnant     |

### Saturn Awards
| Catégorie                           | Sélectionné(e)(s)                                         | Résultat    |
| ----------------------------------- | --------------------------------------------------------- | ----------- |
| Meilleur film fantastique           |                                                           | Gagnant     |
| Meilleure réalisation               | Peter Jackson                                             | Sélectionné |
| Meilleur scénario                   | Fran Walsh Philippa Boyens Stephen Sinclair Peter Jackson | Sélectionné |
| Meilleur acteur dans un second rôle | Andy Serkis                                               | Gagnant     |
| Meilleur acteur                     | Viggo Mortensen                                           | Sélectionné |
| Meilleur jeune acteur               | Elijah Wood                                               | Sélectionné |
| Meilleur maquillage                 | Peter Owen Peter King                                     | Gagnant     |
| Meilleurs costumes                  | Ngila Dickson Richard Taylor                              | Gagnant     |
| Meilleurs effets spéciaux           | Jim Rygiel Joe Letteri Randall William Cook Alex Funke    | Sélectionné |
| Meilleure musique                   | Howard Shore                                              | Sélectionné |
| Meilleure édition spéciale DVD      |                                                           | Gagnant     |

### British Academy Film Awards
| Catégorie                          | Sélectionné(e)(s)                                                                                          | Résultat    |
| ---------------------------------- | --- | ----------- |
| Meilleur film                      | Barrie M. Osborne Fran Walsh Peter Jackson                                                                 | Sélectionné |
| Meilleur réalisateur               | Peter Jackson                                                                                              | Sélectionné |
| Meilleurs effets visuels           | Jim Rygiel Joe Letteri Randall William Cook Alex Funke                                                     | Gagnant     |
| Meilleure photographie             | Andrew Lesnie                                                                                              | Sélectionné |
| Meilleur montage                   | Michael J. Horton Jabez Olssen                                                                             | Sélectionné |
| Meilleurs décors                   | Grant Major                                                                                                | Sélectionné |
| Meilleurs maquillages et coiffures | Peter Owen Peter King Richard Taylor                                                                       | Sélectionné |
| Meilleurs costumes                 | Richard Taylor Ngila Dickson                                                                               | Gagnant     |
| Meilleur son                       | Ethan Van der Ryn David Farmer Mike Hopkins Hammond Peek Christopher Boyes Michael Semanick Michael Hedges | Sélectionné |

### Récompenses pour la musique

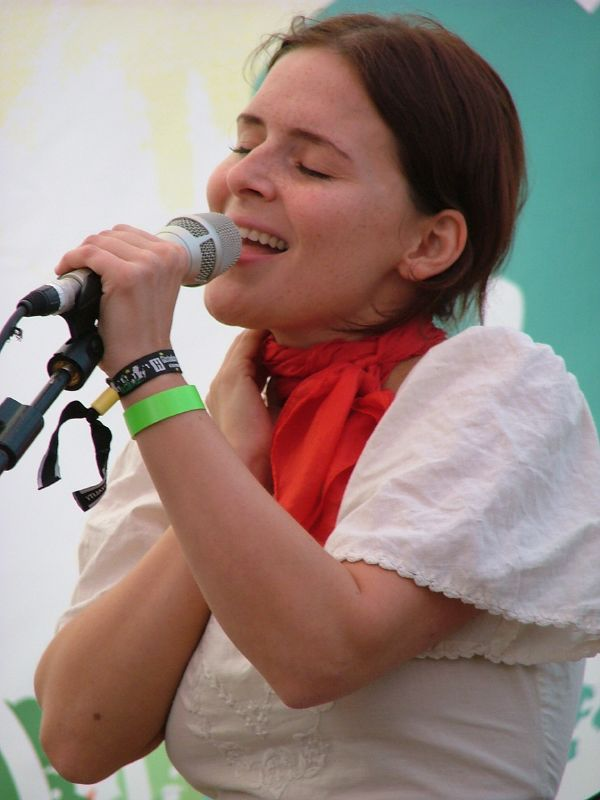
Emilíana Torrini, interprète de la chanson Gollum's Song, pour laquelle elle remporta un Phoenix Film Critics Society Award.

| Prix                                                            | Catégorie                                                                          | Sélectionné(e)(s)                                                                             | Résultat    |
| --------------------------------------------------------------- | ---------------------------------------------------------------------------------- | --------------------------------------------------------------------------------------------- | ----------- |
| Grammy Awards                                                   | Best Score Soundtrack Album for a Motion Picture, Television or Other Visual Media | Howard Shore                                                                                  | Gagnant     |
| Prix de l'American Society of Composers, Authors and Publishers | Top Box Office Films                                                               | Howard Shore                                                                                  | Gagnant     |
| Prix de la Chicago Film Critics Association                     | Meilleure partition originale (Best Original Score)                                | Howard Shore                                                                                  | Sélectionné |
| Critics' Choice Movie Awards                                    | Meilleur compositeur                                                               | Howard Shore                                                                                  | Sélectionné |
| Prix de la Phoenix Film Critics Society                         | Meilleure partition originale (Best Original Score)                                | Howard Shore                                                                                  | Sélectionné |
| Prix de la Phoenix Film Critics Society                         | Meilleure chanson originale (Best Original Song)                                   | Fran Walsh Howard Shore Pour « Gollum's Song »                                                | Gagnant     |
| World Soundtrack Awards                                         | Best Original Song Written Directly for a Film                                     | Howard Shore Fran Walsh Janet Roddick David Donaldson Steve Roche David Long Emilíana Torrini | Sélectionné |

### Autres distinctions
Le film a également reçu le Satellite Award des meilleurs effets visuels en 2002, le prix Hugo de la catégorie « Best Dramatic Presentation », et les MTV Movie Awards du meilleur film, de la meilleure performance virtuelle (Gollum), de la meilleure équipe à l'écran (Elijah Wood, Sean Astin et Gollum) et de la meilleure séquence d'action (la bataille du gouffre de Helm) en 2003. Il remporte aussi l'Australian Film Institute Award du meilleur film étranger, et l'Empire Award du meilleur film. En 2004, il remporte le prix Nebula du « meilleur script ».
Il a également été sélectionné à divers prix dont le Golden Globes du meilleur film et du meilleur réalisateur en 2003. Il a été sélectionné sept fois aux Satellite Awards en 2003, et six fois aux Empire Awards. Il apparait aussi au prix Amanda du meilleur film étranger en 2003, ainsi qu'au prix de l'Académie japonaise du meilleur film étranger en 2004. Viggo Mortensen est sélectionné comme meilleur acteur aux MTV Movie Awards en 2003.

## Éditions en vidéo
L'édition en anglais du film diffusé dans les cinémas est sortie en DVD le 26 août 2003, avec un deuxième disque comprenant des bonus. Les distributeurs avaient l'intention de le lancer de façon simultanée dans tous les pays anglophones, mais quelques boutiques britanniques commencèrent la vente quatre jours plus tôt, le vendredi 22, veille d'un week-end de trois jours (le lundi 25 étant férié en Angleterre, au pays de Galles et en Irlande du Nord).

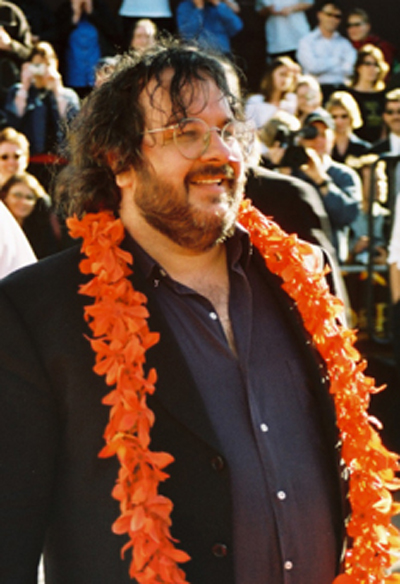
Peter Jackson fit un caméo dans le court métrage The Long and Short of It, réalisé par Sean Astin et compris dans le DVD des Deux Tours, interprétant un conducteur d'autobus

Cette édition comprenait deux disques, l'un avec le film et l'autre avec les bonus. Parmi les bonus, d'une durée approximative de deux heures et demie, on pouvait trouver un court métrage de l'acteur Sean Astin et un documentaire sur le tournage de celui-ci, ainsi que divers documentaires précédemment publiés sur le site officiel, deux bandes-annonces et plusieurs publicités, deux documentaires sur le tournage, le clip de la chanson d'Emilíana Torrini Gollum's Song et des annonces, une sur la version longue du film, la deuxième sur le troisième film de la trilogie : Le Retour du roi, et la dernière sur le jeu vidéo associé,.

### Version longue
Le 21 novembre 2003 est mise en vente la version longue du film, en quatre DVD, deux pour le film et deux pour les bonus, d'une durée approximative de six heures. Ces bonus comprennent divers documentaires sur les influences de Tolkien et sur le scénario, le tournage et la production des Deux Tours,.
Le film de la version longue dure 3 h 45 min 44 s, dont 42 min 25 s de nouvelles images.
À l'intérieur du film, il est possible d'écouter les commentaires des scénaristes, de l'équipe de designers, de l'équipe de production et de postproduction et des acteurs. Dans la première partie, en plus, est compris un easter egg, une scène comique entre Gollum et son interprète Andy Serkis. Cette scène a été diffusée lors de la cérémonie des MTV Movie Awards.
La version longue est sortie en blu-ray le 28 juin 2011.

### Édition collector
Une édition collector est sortie le 21 novembre 2003. En plus de la version longue, divers contenus consacrés au personnage de Gollum ont été ajoutés, comme une figurine en polystyrène, un poster montrant l'évolution du personnage entre les ébauches initiales au crayon jusqu'à la créature numérique, un livret sur lui et un autre DVD sur sa création, ajoutant des interviews de Peter Jackson, Richard Taylor et d'autres membres de l'équipe. Tout cela était compris dans une pochette dessinée par Alan Lee,.